# Відроджений дракон
Відроджений дракон (англ. The Dragon Reborn) – третій роман з циклу «Колесо часу» (англ. The Wheel of Time) американського письменника Роберта Джордана в жанрі епічного фентезі. Роман опублікувало видавництво Tor Books, він побачив світ 15 жовтня 1991 року. «Відроджений дракон» складається з пролога й 56 глав.
У романі шляхи головних героїв розходяться і знову сходяться в місті Тір, де відбувається нова битва із проклятими. Це перший роман із циклу, в якому читач знайомиться із аїлами, їхніми звичаями та культурою.
Попри назву, більша частина розповіді викладена не з точки зору Ранда аль-Тора.

## Короткий зміст
Ранд аль-Тор змирився з думкою,  що він насправді є новим втіленням Дракона, могутнього чарівника минулої ери, що зійшов із розуму й знищив світ. Тому йому, Ранду, визначено долею зійтися в бою з Темним, коли той вирветься із заточення. Щоб перевірити себе він відправляється в місто Тір, де зберігається могутній магічний меч Калландор. Дорогою на нього нападають друзі темряви і темні пси. Він залишає за собою слід дивних подій. Перрін, огір Лоял, айз-седай Мварейн та її захисник Лан йдуть за ним. Перрін зустрічає й визволяє з клітки аїла Гола, який стає його вірним другом, та Зарін Башир, відому як Фаїл, яка стає його коханням.  
Матрім Каутон відвідує місто айз-седай Тар-Валон, де його лікують від згубного впливу кинджала з рубіном, який він необдумано виніс із Шадар-Логоту. Вилікувавшись, Мет перемагає в тренувальному двобої братів Елейн Траканд, Гавіна та Галада, використовуючи лише бойовий посох. Ця перемога принесла йому гроші, які він помножив азартною грою. Йому щастить як Темному. Елейн дає йому лист до матері, тому він прямує в Андор, де довідується, що на Елейн готується замах. Тому він поспішає в Тір на допомогу. 
Дівчата, Найнів, Егвейн та Елейн, отримують завдання вислідити чорну аджу — прихильників Темного серед айз-седай. Вони подорожують у Тір, де потрапляють у руки тієї ж чорної аджі. Мету вдається їх визволити. Фаїл потрапляє в пастку, заготовану для Мварейн, і Перрін її визволяє, ризикуючи власним життям.
Нарешті, в Камені Тіра Ранд сходиться в бою з проклятим Бе'лалом. Мварейн убиває Бе'лала за допомогою пекельного вогню, але інший проклятий Ба'альзамон обеззброює її. Ранд здобуває Калландор і вбиває ворога. Він сподівається, що переміг Темного, але Егвейн, згадавши пророцтво, ідентифікує тіло як Ішамаела, головного серед проклятих. Прибувають аїли й беруть штурмом Камінь Тіра для Ранда, якого вважають людиною зі свого пророцтва.

## Українською
Українською переклад книжки видало видавництво Богдан в 2022 році. Перекладач Олена Пархомець.

## Ланки
- Детальний опис кожної глави на http://www.encyclopaedia-wot.org [Архівовано 12 травня 2019 у Wayback Machine.]